# كاميلو كيانو
كاميلو كيانو (بالإيطالية: Camillo Ciano) (22 فبراير 1990 بمارشانيزي في إيطاليا - ) هو لاعب كرة قدم إيطالي في مركز الهجوم. شارك مع منتخب إيطاليا تحت 16 سنة لكرة القدم ومنتخب إيطاليا تحت 17 سنة لكرة القدم. أما مع النوادي، فقد لعب مع نادي أفيلينو ونادي بادوفا ونادي بارما ونادي تشيزينا ونادي كروتوني ونادي ليكو ونادي نابولي وCavese 1919 ‏ وCavese 1919 ‏.

## روابط خارجية
- كاميلو كيانو على موقع قاعدة بيانات كرة القدم.إي يو (الإنجليزية)
- كاميلو كيانو على موقع Soccerway.com (الإنجليزية)
- كاميلو كيانو على موقع عالم كرة القدم.نت (الإنجليزية)
- كاميلو كيانو على موقع AS.com (الإسبانية)